# Ariopsis guatemalensis
Ariopsis guatemalensis és una espècie de peix de la família dels àrids i de l'ordre dels siluriformes.

## Morfologia
- Els mascles poden assolir 37 cm de longitud total.[2][3]

## Hàbitat
És un peix demersal i de clima tropical.

## Distribució geogràfica
Es troba a Centreamèrica: costa pacífica entre Mèxic i Hondures i Nicaragua.